# De Dion-Bouton Type IM
La Type IM era un'autovettura di fascia bassa prodotte dal 1924 al 1924 dalla Casa automobilistica francese De Dion-Bouton.

## Storia e profilo
Le origini della Type IM sono da ricercare in quelle due famiglie di autovetture prodotte dalla Casa di Puteaux nel decennio precedente alla prima guerra mondiale, e che andavano sotto il nome di 14CV e 18CV, e includevano vetture di cilindrata compresa tra i 2 ed i 2.5 litri. Di tali vetture non ve ne fu praticamente nessuna che lasciò segni degni di nota nella storia della Casa francese, se si eccettua forse la Type CS, equipaggiata da un propulsore da 2.1 litri e 20 CV di potenza massima.
In ogni caso, l'erede delle vetture di tali famiglie fu la Type IM, una torpedo di grosse dimensioni, equipaggiata da un motore a 4 cilindri in linea da 2483 cm³, in grado di erogare una potenza massima di 48 CV a 2300 giri/min.
La trazione era posteriore ed il cambio era a 4 marce. La velocità massima era di 85 km/h.
La Type IM fu prodotta solamente nel corso del 1924 e non incontrò molto successo.